# Taxi 539 antwortet nicht
Taxi 539 antwortet nicht (Originaltitel: 99 River Street) ist ein in Schwarzweiß gedrehter US-amerikanischer Film noir von Phil Karlson aus dem Jahr 1953.

## Handlung
Der verbitterte ehemalige Boxer Ernie Driscoll, der wegen einer im Ring erlittenen Augenverletzung seine Karriere beenden musste, verdient seinen Lebensunterhalt als Taxifahrer in New York. Seine Frau Pauline, unzufrieden mit ihrem ärmlichen Leben, hat eine heimliche Affäre mit dem Kriminellen Victor Rawlins und will mit diesem gemeinsam das Land verlassen. Als sich Rawlins’ Hehler aber wegen Paulines Mitwisserschaft weigert, die bei einem Raubmord erbeuteten Diamanten zu kaufen, ermordet Rawlins Pauline und versucht, die Tat Ernie in die Schuhe zu schieben. Bei seiner Flucht vor der Polizei wird Ernie von seiner guten Freundin Linda James unterstützt. Mit deren Hilfe gelingt es ihm, den wahren Mörder zu entlarven. Im Anschluss beginnen die beiden zusammen ein neues Leben.

## Hintergrund
Taxi 539 antwortet nicht startete am 3. Oktober 1953 in den Kinos der USA.  In Deutschland kam er am 30. April 1954 in die Kinos.

## Kritik
„Ein beachtlich inszenierter Gangsterfilm, der durch massive Brutalitäten ein Klima der latenten Gewalt verbreitet.“